# Mihail Cămărașu
Mihail Cămărașu, romunski general, * 1892, † 1962.